# Microfibra

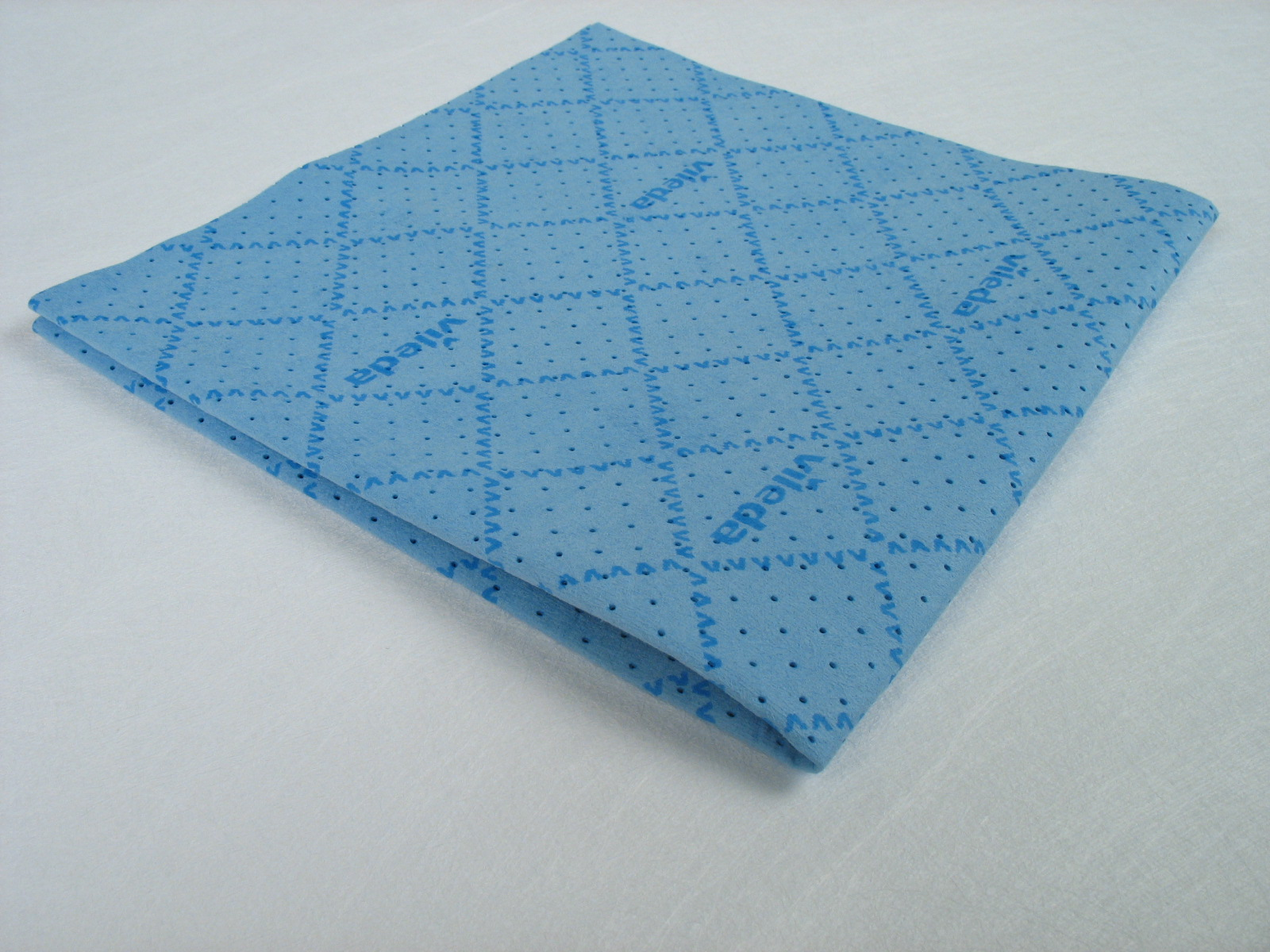
Bayeta de microfibra

microfibra es un tipo de fibra sintética muy fina con la que se fabrica un textil no tejido llamado, por extensión, también microfibra. Está compuesta mayoritariamente por poliéster (unas cuatro quintas partes) y poliamida. El hilo obtenido es diez veces más fino que el cabello humano, pero solo la mitad de grueso que la seda. Su diámetro es del orden de 10 micras.

## Historia
La producción de fibras ultrafinas (menos de 0,7 denier) se remonta a finales de 1950, utilizando técnicas de hilado "melt-blown" (soplado-fundido) y técnicas de hilado rápido. Sin embargo, sólo podían ser fabricadas hebras finas de longitud al azar y se encontraron muy pocas aplicaciones. Los experimentos para la producción de fibras ultrafinas de un tipo de filamento continuo se realizaron posteriormente, el más prometedor de los cuales se hizo en Japón durante la década de 1960 por el Dr. Miyoshi Okamoto, científico de Toray Industries. Los descubrimientos del Dr. Okamoto, junto con los del Dr. Toyohiko Hikota, dieron lugar a numerosas aplicaciones industriales. Entre estas estaba Ultrasuede, una de las primeras microfibras sintéticas exitosas, que encontró su camino en el mercado en la década de 1970. Así el uso de microfibras en la industria textil se expandió. Las microfibras se dieron a conocer por primera vez en la década de 1990 en Suecia y vieron el éxito como un producto en Europa en el transcurso de la década. En 2007, Rubbermaid comenzó una línea de productos de microfibra para los mercados de América, siendo la primera empresa importante que lo hizo.

## Propiedades
La forma de la fibra les confiere una alta capacidad de absorción, por lo que los productos hechos con este material son buenos para secar, para limpiar, etc. El hecho de que absorba el doble que el algodón hace que una toalla pueda ser más fina y ligera, o que una bayeta necesite una cantidad menor de producto de limpieza. Dentro del ámbito de la limpieza, otra ventaja es que no deja residuos en forma de vello ni trazas de la trayectoria del fregado, en un cristal, por ejemplo.
Como se trata de un tipo de fibra sintética, es decir especialmente diseñada para ciertos usos humanos, está ya hecha de manera que tenga un ciclo de vida largo. Resiste muchos lavados y a temperaturas altas, los tejidos de microfibra no se deforman, no se quedan pequeños ni se hacen mayores. Los hay de muchos tipos con diferentes acabados finales, de modo que se pueden conseguir, por ejemplo, pañuelos o piezas de ropa fina tan suave como la seda, o paños superabsorbentes que no rayan.
Muchas de las prendas usadas en ciclismo están fabricadas en microfibra debido a su capacidad para absorber la humedad y mantener el cuerpo seco. Por otra parte, para su uso en ropa cercana al cuerpo, hay personas que no toleran bien las fibras sintéticas o que sienten que no transpiran tan bien como las de algodón o lino, por ejemplo. Algunas personas, aunque no sean alérgicas, transpiran más y de una manera muy ácida si llevan una camisa con los componentes de la microfibra.

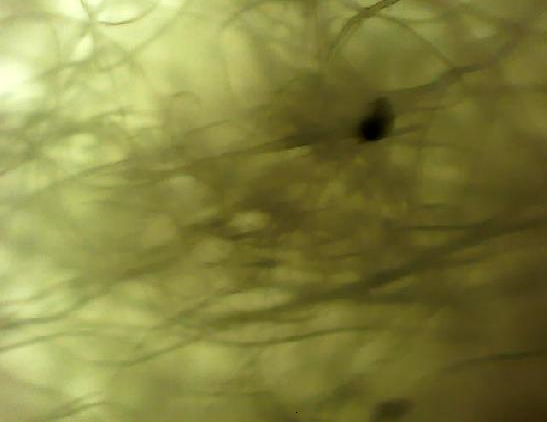
Trapo de bailarina con zoom